# Rajkumar Bhan
 (mars 2013).
Si vous disposez d'ouvrages ou d'articles de référence ou si vous connaissez des sites web de qualité traitant du thème abordé ici, merci de compléter l'article en donnant les références utiles à sa vérifiabilité et en les liant à la section « Notes et références ».
Pour les articles homonymes, voir Rajkumar (homonymie).
Rajkumar Bhan (né le 5 juillet 1954 à Bhiwani, dans l'Haryana, en Inde) est un réalisateur indien installé en France depuis plus de vingt ans. 

## Biographie
En plus d’une maîtrise en sciences politiques à l’Université de Kurushetra dans l'État d'Haryana en Inde, il obtient son diplôme en réalisation au Film and Television Institute of India à Pune (État du Maharastra). Après quelques mises en scène pour le théâtre et diverses réalisations pour la télévision indienne, il se consacre au cinéma.
Son court-métrage Aamukh est salué par la critique et obtient le 1er prix dans la catégorie du court-métrage de fiction lors du 38e National Film Festival à Dehli en 1991. 
En 2005, il réalise son premier long-métrage Le Petit Peintre du Rajasthan, prix du public au Festival international d’Amiens, prix du jury au Festival de Rouen, et participe à plus d’une vingtaine de festivals français et internationaux. 
Il joue un Pakistanais, Mr Malik, dans Voisins, Voisines, le film de Malik Chibane (2005) et un interprète dans Commis d'office, le film d'Hannelore Cayre (2009).

## Filmographie
- Amukh (1991)
- Le Petit Peintre du Rajasthan (2007)
- Sat (en cours de production)